# Çyçavica
Çyçavica oder Čičavica ist ein Berg im Zentrum des Kosovo. Sein höchster Gipfel erreicht eine Höhe von 1091 Meter. Der Berg liegt zwischen dem Amselfeld im Osten, Drenica im Süden und dem Rrafsh i Dukagjinit im Westen. Die Çyçavica ist Teil des Höhenzugs, der das Amselfeld im Westen abschließt. Das hügelige Bergland an der Ostseite bildet die Region Artakolli i Çyçavicës. Der fast in Nord-Süd-Richtung verlaufende Grat des Berges bildet die Grenze zwischen den Gemeinden Skënderaj und Gemeinde Vushtrria.
Große Städte wie Skënderaj, Vushtrria und Drenas liegen in der Nähe des Berges. Die Verbindungsstraße R-105 von Skenderaj nach Vushtrri passiert die Çyçavica im Norden.
Auf dem Gipfel stehen Sendemasten und das Observatori Rrelos, das einzige Observatorium dieser Art im Kosovo.